# Otto Müller-Haccius

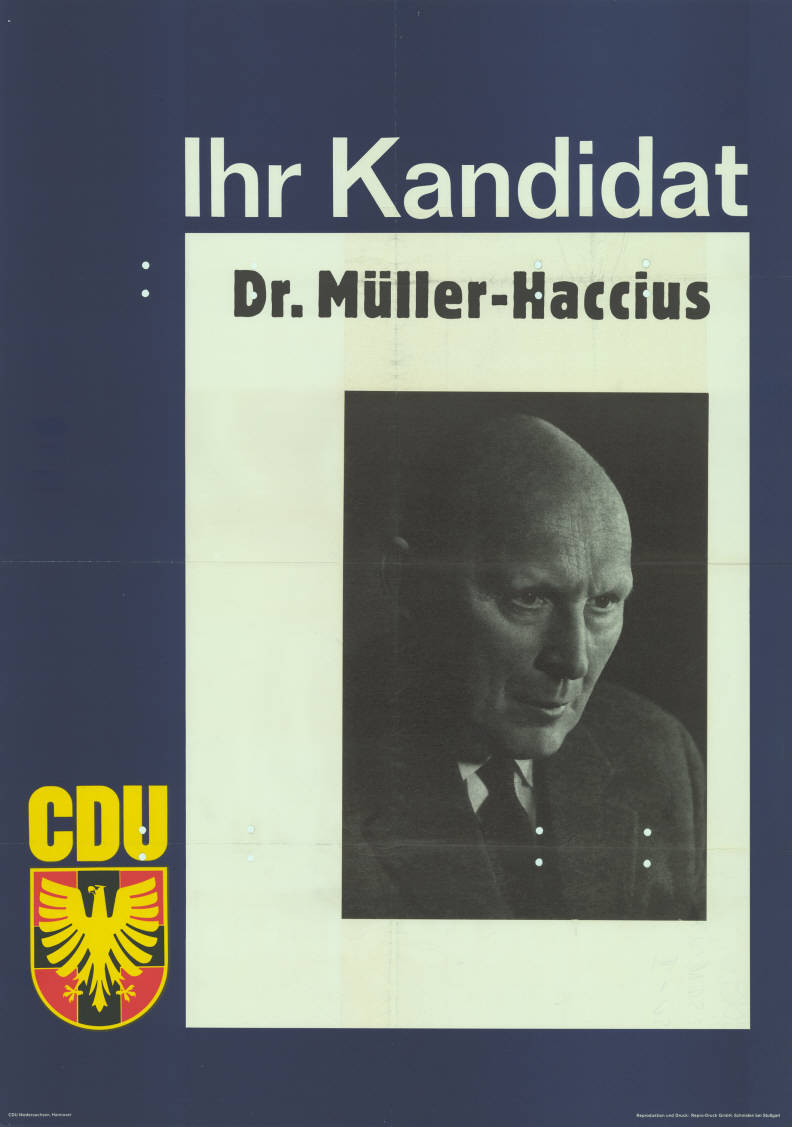
Kandidatenplakat der CDU zur Landtagswahl in Niedersachsen 1963

Otto Richard Müller-Haccius (* 21. September 1895 in Nienburg/Weser; † 7. Mai 1988 in Hameln) war ein höherer Verwaltungsbeamter, der ab 1933 als SS-Oberführer und deutscher Regierungspräsident in Graz und Kattowitz an der Ermordung und Deportation von Juden, Roma und Widerstandskämpfern mitwirkte und als Unterstützer des NS-Regimes offiziell bestätigt wurde. Die IHK Hannover berief ihn 1949 zum Geschäftsführer für die Zweigstelle Hameln, zugleich war er als Syndikus der Arbeitsgemeinschaft der Unternehmer im mittleren Wesergebiet in Hameln sowie ab 1961 für die CDU im Rat der Stadt Hameln und ab 1963 Mitglied des Niedersächsischen Landtages.

## Leben
Müller-Haccius war des Sohn eines Amtsgerichtsrats und einer Mutter, die aus der Familie Baring stammte; von ihr hatte er den Geburtsnamen Haccius übernommen. Er besuchte das Realgymnasium in Nienburg und schloss am 14. April 1914 mit dem Abitur ab. Danach hatte er gerade das Studium der Rechtswissenschaft, Volkswirtschaft und Französisch an der Universität Lausanne begonnen, als er sich im August 1914 als Kriegsfreiwilliger meldete und bis Januar 1919 als Feldartillerist am Ersten Weltkrieg teilnahm. Anschließend setzte er das Studium der Staats- und Rechtswissenschaften an den Universitäten Tübingen (wo er Mitglied der freien Studentenverbindung Saxonia wurde) und Göttingen fort, wo er 1921 promovierte. Das Rechtsreferendariat schloss er 1924 mit dem Assessorexamen ab und durchlief als Referendar Stationen im Landratsamt Weißenfels und bei den Regierungen in Potsdam und Breslau. 1926 wurde er als Regierungsrat Leiter des Referats „ländliches Kommunaldezernat“ beim Regierungspräsidium Potsdam. 1929 wechselte er vom preußischen Staatsdienst auf die kommunale Verwaltungsebene und wurde Geschäftsführer des Landesplanungsverbandes Brandenburg-Mitte, der für das Siedlungswesen im Umfeld der Reichshauptstadt zuständig war und Vorarbeiten für eine deutsche Raumordnung betrieb. Zugleich trat er in die DVP ein, deren Mitglied er bis 1932 blieb.
Am 11. Mai 1933 wurde er vom Gauleiter und Oberpräsidenten von Brandenburg-Berlin Wilhelm Kube zum Ersten Landesrat und Landeskämmerer und damit zugleich zum Vertreter des Landesdirektors Dietloff von Arnim des Provinzialverbands Brandenburg berufen, zuständig für Siedlungswesen, kommunale Wirtschaft und Landesplanung. Gemeinsam führten beide das nationalsozialistische Führerprinzip ein und gliederten die Verwaltungsstruktur im Sinne einer Aufhebung der bis dahin bestehenden Trennung von Staats- und provinzialer Selbstverwaltung um, was allerdings durch die Gemeindeordnung von 1935 wieder rückgängig gemacht wurde. Der Provinzialverband verfolgte in dieser Zeit eine „harte Sparsamkeit“ bei der öffentlichen Fürsorge und wirkte an der Deportation von geistig Behinderten mit. Müller-Haccius war von 1936 bis 1939 auch zum Mitglied im Finanz-, Rechnungsprüfungs-, Siedlungs- und Verfassungsausschuss des Deutschen Gemeindetags und als Siedlungsfachmann in das Gauheimstättenamt berufen worden.
Nachdem er vom Reichsminister des Inneren im August 1939 zum Regierungspräsidenten ernannt worden war, absolvierte er noch eine weitere Wehrübung als Artilleriehauptmann am Westwall und trat im November desselben Jahres seine neue Funktion beim Landeshauptmann (ab 1940 Reichsstatthalter) und Gauleiter für die Steiermark, SA-Gruppenführer Sigfried Uiberreither, in Graz an, dessen Stellvertreter er auf der staatlichen Ebene wurde. Neben den Stellvertretern in der Landesverwaltung, Gauhauptmann Dadieu, und auf Parteiebene Portschy, beide waren ebenfalls SS-Oberführer, hatte er allerdings nur eine nachgeordnete Stellung. Erst nach dem Einmarsch in Jugoslawien 1941 und der Annexion weiter Teile Sloweniens, die als CdZ-Gebiet Untersteiermark eine gesonderte Verwaltung erhielten, die wiederum durch ausdrücklichen Befehl Hitler unmittelbar unterstellt war, kam Müller-Haccius dort entscheidend zum Einsatz. Er leitete die regelmäßigen Stabsbesprechungen der Zivilverwaltung, bei denen neben den 12 Landräten, je drei 3 Oberbürgermeistern und Polizeipräsidenten die Leiter der anderen Behörden der in der NS-Zeit geschaffenen Sonderdienststellen zusammen kamen. Zu nennen sind hier Franz Steindl vom Steirischen Heimatbund und Helmut Carstanjen, Leiter der Dienststelle des Reichkommissars für die Festigung deutschen Volkstums, die für den Vollzug der Germanisierungspolitik zuständig waren. Ein machtvoller Mann im Stab war SS-Standartenführer Otto Lurker, ehemaliger Gefängniswachtmeister von Adolf Hitler und Rudolf Heß 1924 in Landsberg, der als Kommandeur der Sicherheitspolizei und des SD in der Untersteiermark und ab 1941 SD-Abschnittsleiter Maribor die Erschießung von Geiseln und Widerstandskämpfern (als „Banditen“ bezeichnet) sowie Kommunisten und Juden anordnete. Dessen Ausführungsmeldungen in der Runde nahm Müller-Haccius befriedigend zur Kenntnis und verlangte „eiserne Härte und schärfste Vergeltung“, des Weiteren wies er an, mit „grundsätzlicher Härte“ vorzugehen, alle Angehörigen von erschossenen Kommunisten seien zu „entfernen“. Im Übrigen war Lurker Leiter des Umsiedlungsstabes Untersteiermark und verantwortlich für die Umsiedlung von 36.000 Slowenen, die in Lager der Volksdeutschen Mittelstelle verbracht wurden sowie die Deportation von Regimegegnern in Auffanglager, von denen aus sie in KZs transportiert wurden. Mit dem besonderen Auftrag der Volkstumspolitik war der politische Kommissar und ab 1942 Landrat des Kreises Cilli, Anton Dorfmeister, versehen, dessen Berichte über massenhafte Gefangennahmen und Geiselerschießungen in der einschlägigen Biografie dokumentiert sind.
Von August 1944 bis April 1945 war er als (zunächst kommissarischer, ab Oktober 1944 ordentlicher) Nachfolger von Walter Springorum als Regierungspräsident des Bezirks Kattowitz tätig, in dem das Oberschlesische Industriegebiet lag sowie der Landkreis Bielitz mit dem KZ Auschwitz. Dort leitete er, ebenso wie vordem in Graz, die regelmäßigen Dienstbesprechungen mit den elf Landräten, sechs Oberbürgermeistern und drei Polizeipräsidenten. Dabei ging es ebenso um die Verfolgung und Erschießung von Widerstandskämpfern, was er in einem Brief so beschrieb: „Wir erschießen hier monatlich etwa 150 und nehmen 300 Banditen gefangen“. Bereits ab Oktober 1944 bereitete er den Aufbau des aus Jugendlichen und älteren Männern bestehenden Volkssturms vor, den er zu umfassenden Schanzarbeiten einsetzte: „Stellungsbau und Volkssturm sichern Oberschlesien gegen die 140 km entfernten Sowjets“. Er schwor die Männer im Januar 1945 zum „dramatischen Opfergang“ vor dem heranrückenden „Mongolensturm“ ein. Aus einer Grußbotschaft zu Silvester 1944 wird deutlich, wie er als fanatischer Nationalsozialist auftrat: „Es gibt für uns Deutsche nur eines: Durchbruch nach vorn, gläubigen und harten Sinnes, jede Kraft gespannt, opferbereit“.
[1]
Am 27. Januar besetzten Sowjettruppen auch Kattowitz.
Müller-Haccius hatte sich zunächst nach Teschen, dann nach Karlsbad abgesetzt.

## Mitglied in NS-Organisationen
Zum 1. Mai 1933 trat Müller-Haccius der NSDAP bei (Mitgliedsnummer 2.171.765), in der er zum Hauptstellenleiter im Gau Kurland und zum Stellvertreter des Leiters des Provinzialamtes von Arnim-Rittgarden im nachherigen Gau Mark Brandenburg avancierte. Im April 1940 trat er als Standartenführer zudem der SS bei (SS-Nummer 351.375), in der er zuletzt den Rang eines SS-Oberführers bekleidete. Die von Himmler für den 20. April 1944 vorgesehene Beförderung in den Generalsrang zum SS-Brigadeführer wurde auf den 20. April 1945 zurückgestellt, dann aber nicht mehr vorgenommen. Am 27. Dezember 1944 schrieb er, in Schlesien sei er „stolz darauf geworden, in diesem Sinne SS-Führer sein zu dürfen“.

## Entnazifizierung
Im Entnazifizierungsverfahren 1948 hat Müller-Haccius wahrheitswidrig angegeben, „keine irgendwie geartete Tätigkeit im Rahmen der Partei“ ausgeübt zu haben und seine Tätigkeit als Hauptstellenleiter und als stellvertretender Leiter des Provinzialamtes im Gau Kurmark (später Brandenburg) verschwiegen. Stattdessen gab er an, „Hauptstellenleiter im Gauheimstättenwerk“ der DAF gewesen zu sein. Eine solche Funktion gab es aber nur in der NSDAP; im Gauheimstättenwerk war er lediglich als Fachberater tätig.
Auch behauptete er, seine Berufung zum Kämmerer der Provinz Brandenburg sei „gegen den Widerstand der NSDAP“ erfolgt, was ebenfalls nicht der Wahrheit entsprach, da er von Gauleiter Kube in dieses Amt berufen worden war. Ferner versuchte er, sich als Mann des Widerstands vom 20. Juli darzustellen, indem er behauptete, „jahrelang im Gedankenaustausch mit Männern gestanden (zu haben), die später im Rahmen der Widerstandsgruppe eine Rolle gespielt haben“. Er bezog sich dabei ausdrücklich auch auf Fritz-Dietlof von der Schulenburg, den er während dessen Referendarausbildung im Regierungspräsidium Potsdam betreut und der ebenso der Verbindung Saxonia angehört hatte; dessen Witwe erklärte auf Anfrage hin, dass ihr nicht bekannt sei, „ob Müller-Haccius in die Pläne des 20. Juli eingeweiht war“. In der Liste der Personen des 20. Juli 1944 wird er jedenfalls nicht geführt.
Ebenso entspricht seine Behauptung, „keine Beziehung zur SS“ gehabt zu haben, in keiner Weise den Tatsachen. Abgesehen von seinem Wunsch, direkt als Oberführer eingestuft zu werden, hat er durch diverse Glückwunsch- und Dankschreiben an den „Reichführer SS“ bewiesen, dass er diese Organisation auch voll inhaltlich mittrug.
Der Entnazifizierungs-Hauptausschuss für besondere Berufe hat Müller-Haccius am 1. Februar 1949 in die Kategorie IV „Unterstützer“ eingestuft, mit gleichzeitiger Aberkennung der Wählbarkeit und Rückstufung zum Oberregierungsrat, d. h. von der Besoldungsgruppe B 6 in A 14.
Sein im folgenden Jahr eingereichter Antrag auf Umstufung in die Kategorie V wurde am 8. Januar 1952 abgelehnt, die getroffene Entscheidung vom 1. Februar 1949 aufgehoben und festgestellt, „dass der Betroffene das NS unterstützt“ hat; weitere Maßnahmen wurden nicht angeordnet, somit wurde die Absprechung der Wählbarkeit und die Rückstufung wieder aufgehoben.

## Tätigkeit nach 1945

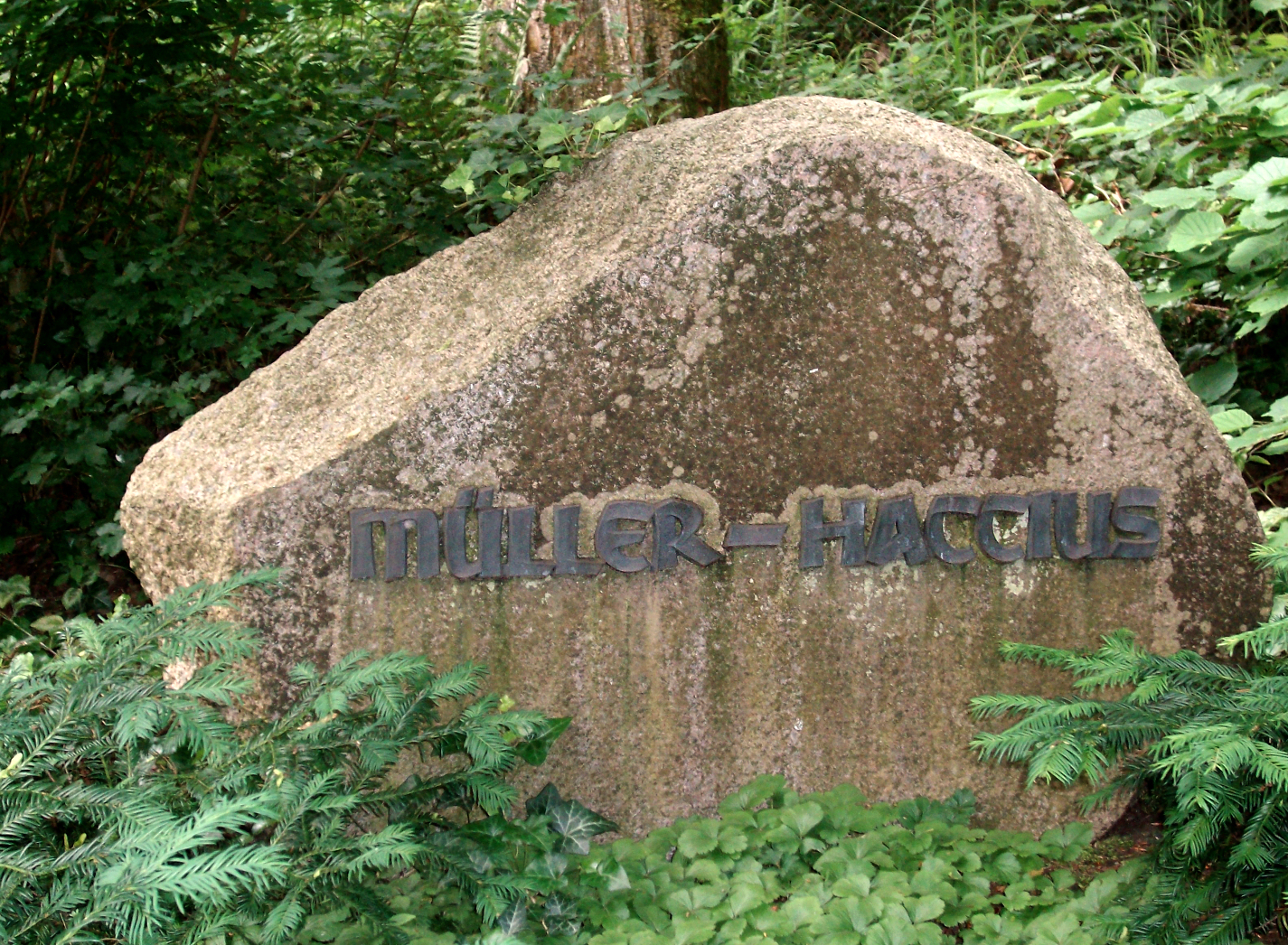
Grabstätte von Otto Müller-Haccius auf dem Friedhof Am Wehl in Hameln, 2020

Nach Ende des Krieges war Müller-Haccius ab 1946 zunächst als Gartenarbeiter in einer Einrichtung der Bodelschwinghstiftung in Freistatt bei Diepholz tätig. Von 1949 bis 1961 war er Geschäftsführer der Industrie- und Handelskammer Hannover in der Zweigstelle Hameln. Ferner war er Syndikus der Arbeitsgemeinschaft der Unternehmer für Industrie, Handel und Gewerbe im mittleren Wesergebiet (AdU) e. V. Im Jahr 1961 war er für die CDU Stadtrat der Stadt Hameln. Ferner wurde er in der fünften und sechsten Wahlperiode zum Mitglied des Niedersächsischen Landtages vom 20. Mai 1963 bis 5. Juni 1967.

## Ehrungen, Auszeichnungen
Als Soldat im Ersten Weltkrieg das Eiserne Kreuz I. und II. Klasse sowie das Verwundetenabzeichen und als Zivilbeamter das Kriegsverdienstkreuz II. Klasse (Frühjahr 1942), I. Klasse (September 1942) und I. Klasse mit Schwertern (April 1945) sowie den SS-Totenkopfring (1943). 1940 wurde er zum Honorarprofessor für Verwaltungsrecht an der Universität Graz berufen. Er war Mitglied des Wissenschaftlichen Beirats der Walter-Raymond-Stiftung in Köln und verschiedener sozialpolitischer Ausschüsse auf Landes- und Bundesebene.